# ليلى مكنون
ليلى مكنون (بالفرنسية: Leïla Maknoun) (ولدت في 19 يناير 1992، باريس، فرنسا)، هي لاعبة كرة قدم فرنسية تونسية، تلعب دوراً متقدماً في كرة القدم النسائية إيسي في القسم الأول للنساء في فرنسا.

## الأندية
- 2009–2013: فريق باريس سان جيرمان للنساء
- 2013: نادي غينغان للنساء

## وصلات خارجية
- ليلى مكنون على موقع قاعدة بيانات كرة القدم.إي يو (الإنجليزية)
- ليلى مكنون على موقع Soccerway.com (الإنجليزية)
- ليلى مكنون على موقع GSA (الإنجليزية)
- Ftf.org.tn
- Syracusewomenslacrosse.com
- Soccerdonna/de